# Cheíto González
José Pablo González Maldonado, popularmente conocido como Cheíto González y apodado el jilguero arecibeño (Arecibo, Puerto Rico, 21 de enero de 1935-Chicago, Illinois, 10 de diciembre de 1962), fue un famoso cantante, compositor y guitarrista puertorriqueño.

## Vida

### Primeros años
Cheíto González comenzó a formarse musicalmente desde muy temprana edad de manera autodidacta. Con solo 8 años aprendió a toca la guitarra en su casa de la calle Nueva (luego Manuel Pérez Freyre) de su Arecibo natal. En cierta ocasión, Evangelista "Vangelo" Colón, prominente músico de la región, le ayudó a perfeccionar su estilo. Paralelamente, Cheíto empezó a cantar.
Con tan solo 12 años, en 1947, participó en el programa de la emisora WKVM "Aficionados arecibeños", dirigido por Nabal Barreto. Desde entonces comenzó a darse a conocer en diferentes programas de radio y sobre los escenarios tanto en Arecido como en otros municipios cercanos, acompañado casi siempre por el reconocido compositor Pepito Lacomba al piano o a la guitarra. Durante los años 1949 y 1950 cantó como solista y pasó a formar parte del Dúo Sovenir junto a Áurea Esther Vázquez. Más tarde pasó a formar parte del Trío América, con Ángel Robles y Ángel Serrano.

### En Nueva York
A pesar de terminar su formación académica, Cheíto decidió buscarse la vida en el mundo de la música viajando en 1950 a Nueva York, donde por aquel entonces proliferaban los músicos caribeños en busca de éxito y reconocimiento artístico. Su primer trabajo fue como segunda voz del Trío Miramar, encabezado por el vocalista y percusionista Papi Andino. Al poco tiempó grabó su primer disco: un sencillo de 78 rpm que incluía el bolero "Egoísmo", de Jimmy Montañez, recibiendo cierta difusión a través de las emisoras WHOM y WBNX. El single fue editado por el sello discográfico Rival, filial de la Casa Latina, dirigida por el también músico Bartolo Álvarez.
Meses después se unió a su compatriota Rey Arroyo, dando vida al original Trío Santurce, que quedó completado por el requintista y tercera voz Johnny Félix. Más tarde, entre 1952 y 1953, Cheíto reemplazó a otro arecibeño, Paquitín Soto, como primera voz del trío Los Murcianos, de los hermanos Máximo y Gelín Torres. Entre 1953 y 1954 pasó a formar parte del trío de Johnny Rodríguez como segunda voz y junto a Máximo, guitarrista y tercera voz. A este último ciclo pertenecen canciones como "Chubasco", "Dos traiciones", "Que te perdone Dios" y "Yo no soy feliz" (originales de Johnny), "Dos campanadas" (de Perín Vázquez) y "Adulterio" (de Máximo, con letra de Ana Olivo).
Tras pasar brevemente por el Trío Casino de San Juan junto a Chago Alvarado y Félix "Ola" Martínez y por y el Trío Los Murcianos (de nuevo), en 1954 fundó el que sería su grupo acompañante más recordado: el Trío Casino de Santurce, que originalmente completaron Pablito Delgado (guitarrista y segunda voz) y Jesús "Junior" González (requintista y tercera voz). Con estos acompañantes grabó cinco álbumes bajo el sello Riney, propiedad del cantante y empresario dominicano Ney Rivera.

### Regreso a Puerto Rico
A principios de diciembre de 1955 regresó a Puerto Rico, donde sería contratado por el locutor y empresario Gilbert Mamery. En su tierra natal agotaría varias presentaciones en el Teatro San José de Mayagüez y en espectáculos de las fiestas patronales. Durante los varios meses que duró su estadía en Puerto Rico, José Luis Colón sustituyó a Delgado en el Trío Casino de Santurce. Sin embargo, durante la serie de grabaciones que, a raíz de su llegada, registraría para el sello Mardi, sus acompañantes fueron Júnior González (requintista), Rafael "Tato" Díaz (guitarrista y segunda voz) y Pepe López (guitarrista y tercera voz). Con ellos, Cheíto grabó los boleros "Cristal" (de Marianito Mores), "Infiel" (de Rafael Gastón Pérez) y "Nuestra historia" (de Rivera & Bianchi). En el bolero "Tiempo perdido" (de Gilbert Mamery) y la guaracha "La mona" (de autor desconocido) colaboraron con Miguelito Alcaide (requintista) y Gilberto Díaz, hermano de Tato. Por otro lado, en las grabaciones de "Divina mujer" y "El viejo parquecito" (de Pepito Lacomba), publicadas por el sello Mar-Vela, solo Miguelito Alcalde y Júnior González fueron los acompañantes de Cheíto.
Ya en 1956, Cheíto transformó el Trío Casino de Santurce, teniendo esta vez como acompañantes a Raúl Balseiro (maraquero y primera voz), Pedrito Beríos (guitarrista y segunda voz) y Rafael Scharrón (requintista). Estos se limitaban a acompañarlo en sus interpretaciones como solista; en otras ocasiones, Balseiro actuaba como líder y Cheíto hacía la segunda voz y tocaba la segunda guitarra acompañante. La formación publicó numerosos éxitos bajo el sello Verne. Además, Cheíto formó el Dúo de Estrellas junto a su esposa Nydia Souffront.

### En Ciudad de México y de vuelta a Puerto Rico
En 1958, Cheíto González marchó a Ciudad de México, formando junto a los gemelos Gilberto y Raúl Puente el trío Los Tres Reyes, el cual se encontraba afiliado al sello RCA Víctor. Junto grabaron un álbum, considerado un clásico por la crítica, al contener boleros muy reconocidos como "Allá tú" y "Ya no estás" (de Álvaro Carrillo), "El espejo" (de Héctor Flores Osuna), "El último minuto" (de Federico Baena), "Escríbeme" (de Guillermo Castillo Bustamente), "Todo igual" (de Alberto Videz), "Un mes" (de Bobby Capó) y "Ya no te acuerdas de mí" (de Roberto López Gali).
Su vinculación a Los Tres Reyes se prolongó hasta finales de 1959, momento en que vuelve a Puerto Rico, estableciéndose durante algún tiempo en su Arecibo natal. Aquí estableció la tercera y última versión del Trío Casino de Santurce, teniendo como acompañantes a Balseiro y al mayagüezano Charlie López (requintista y tercera voz). A lo largo de 1960 recorrió todo el país actuando en espectáculos de las fiestas patronales auspiciados por la cervecería India y apareciendo en el programa "Telefiesta de la tarde" en el Canal 4.

### Regreso a EE. UU. y muerte
En 1961 Cheíto regresó a Nueva York, donde Ángel Luis Cátala, Claudio Flores y los antes mencionados José Luis Colón y Charlie López fueron sus últimos acompañantes, aunque de manera intermitente.
Por desgracia, su éxito coincidió con su entrada en el mundo de los narcóticos, los cuales causaron graves crisis personales en la vida de Cheíto. Sin embargo, su adicción a la cocaína y a la heroína no parecía mermar sus capacidades artísticas, llegando a grabar sus mejores álbumes bajo Ansonia Records durante sus últimos meses de vida. Con apenas 27 años, el 10 de diciembre de 1962, Cheíto fue hallado muerto a consecuencia de una sobredosis en el interior de un automóvil estacionado muy cerca del centro nocturno donde acababa de realizar su última actuación, en Chicago, Illinois.

## Legado
Alrededor de 1970, se fundó en Arecibo el Club Nacional de Cheístas, formado por algunos de sus seguidores más fieles. Con el tiempo, el club tendría ramificaciones en otros municipios. Desde entonces, esta institución ha organizado numerosas funciones artísticas en memoria de Cheíto y cada 10 de diciembre se organiza una peregrinación a su tumba en el cementerio municipal de Arecibo, comemorando el aniversario de su muerte.